# رانا دل رویاله
رانا دل رویاله (به ایتالیایی: Reana del Rojale) یک کومونه در ایتالیا است که در استان اودینه واقع شده‌است. رانا دل رویاله ۲۰٫۲ کیلومتر مربع مساحت و ۵٬۰۱۰ نفر جمعیت دارد و ۱۶۸ متر بالاتر از سطح دریا واقع شده‌است.

## خواهرخوانده
شهر Salagnon خواهرخواندهٔ رانا دل رویاله هست.